# Сензуализам
Сензуализам је у теорији сазнања, облик емпиризма према којем се целокупно сазнање темељи искључиво на чулном искуству као једином ваљаном извору. Оно што је изван граница чулног опажања не може бити предмет сазнања јер су интелектуални процеси, само „трансформисани осети”, а наше Ја није никакав метафизички ентитет, већ свеукупност унутрашњих осета. У психологији, на сензуализму се темељи асоцијационистичка психологија.